# Hafid Rizqy
Hafid Rizqy (* 19. Januar 1998) ist ein marokkanischer Leichtathlet, der sich auf den Mittelstreckenlauf spezialisiert hat.

## Sportliche Laufbahn
Erste Erfahrungen bei internationalen Meisterschaften sammelte Hafid Rizqy im Jahr 2022, als er bei den Islamic Solidarity Games in Konya in 1:48,22 min die Bronzemedaille im 800-Meter-Lauf hinter dem Katari Abubaker Haydar Abdalla und Sadam Koumi aus dem Sudan gewann. Im Jahr darauf belegte er bei den Crosslauf-Weltmeisterschaften 2023 in Bathurst mit 24:48 min den siebten Platz in der Mixed-Staffel. Im Juni gewann er bei den Arabischen Meisterschaften in Marrakesch in 14:31,55 min die Bronzemedaille über 5000 Meter hinter den Dschibutern Mohamed Ismail Ibrahim und Hussein Sougueh, ehe er bei den Panarabischen Spielen in Algier in 14:23,32 min die Silbermedaille hinter dem Bahrainer Birhanu Balew gewann. Im August gewann er bei den Spielen der Frankophonie in Kinshasa in 3:41,89 min die Silbermedaille über 1500 Meter hinter seinem Landsmann Hicham Akankam und kam über 5000 Meter nicht ins Ziel. 2024 gewann er bei den Arabischen Crosslauf-Meisterschaften nach 30:40 min die Bronzemedaille im Einzel und anschließend belegte er bei den Crosslauf-Weltmeisterschaften 2024 in Belgrad in 23:08 min den vierten Platz in der Mixed-Staffel.
2022 wurde Rizqi marokkanischer Meister im 800- und 1500-Meter-Lauf.

## Persönliche Bestzeiten
- 800 Meter: 1:46,26 min, 24. Juli 2022 in Rabat
- 1500 Meter: 3:36,48 min, 27. April 2022 in Rabat
- 5000 Meter: 14:23,32 min, 7. Juli 2023 in Algier